# Nervesa della Battaglia
Nervesa della Battaglia är en ort och kommun i provinsen Treviso i regionen Veneto i Italien. Kommunen hade 6 616 invånare (2018).